# Hiperproteinemia
Hiperproteinemia – stan zwiększonego stężenia białka całkowitego w osoczu krwi, czyli stężenie ponad 80 g/l. Praktycznie nie spotyka się hiperproteinemii związanej ze zwiększoną syntezą albumin, tylko ze zwiększoną syntezą immunoglobulin - hipergammaglobulinemię.

## Hipergammaglobulinemia
Wyróżnia się 2 typy hipergammaglobulinemii.

### Hipergammaglobulinemia monoklonalna
Gdy następuje wzrost syntezy tylko jednej klasy immunoglobulin. Występuje w stanach chorobowych:
- nowotwory układu chłonnego, np. szpiczak mnogi
- choroba łańcuchów ciężkich immunoglobulin
- makroglobulinemia Waldenströma

### Hipergammaglobulinemia poliklonalna
Gdy następuje wzrost syntezy wielu klas immunoglobulin. Występuje w stanach chorobowych:
- ostre i przewlekłe stany zapalne
- przewlekłe choroby wątroby - marskość wątroby
- choroba autoimmunizacyjna
- choroby pasożytnicze
- sarkoidoza
- AIDS

Hiperproteinemia może wystąpić także wskutek odwodnienia organizmu.
Stanem przeciwnym do hiperproteinemii jest hipoproteinemia (niedobiałczenie krwi) – zbyt niski poziom białek we krwi.

## Klasyfikacja ICD10
| kod ICD10     | nazwa choroby                              |
| ------------- | ------------------------------------------ |
| ICD-10: D89.0 | Hipergammaglobulinemia poliklonalna        |
| ICD-10: D89.2 | Hipergammaglobulinemia, nie sklasyfikowana |